# Talbot 14/45HP
La 14/45HP era un'autovettura di fascia medio-alta prodotta tra il 1927 e il 1931 dalla Casa automobilistica anglo-francese Talbot.

## Storia e profilo

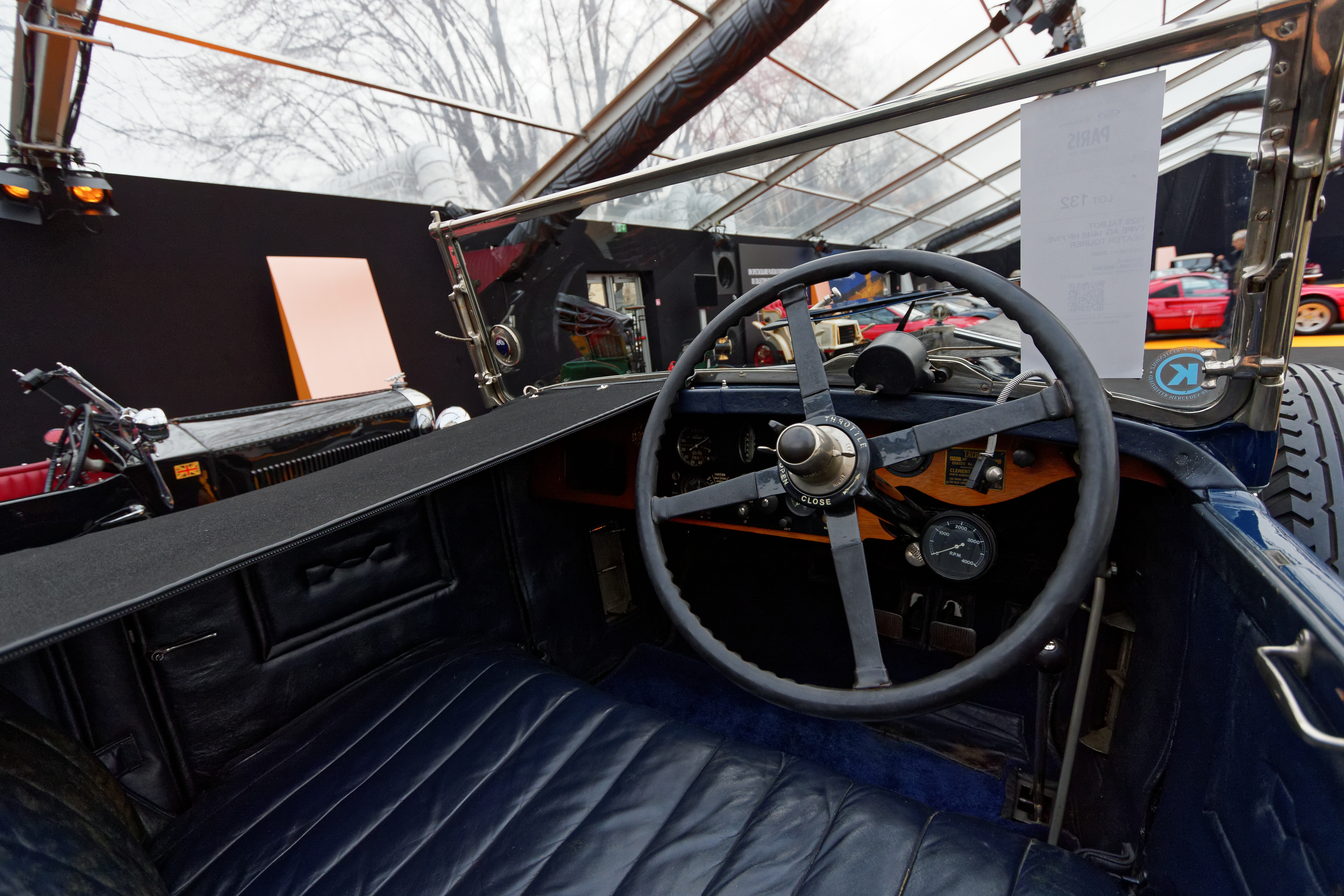
Gli interni

Dopo una prima metà degli anni venti piuttosto insipida, ravvivata solo dal buon successo della 8/18 HP, la Talbot cominciò nuovamente a sperare in un futuro più sereno: il vulcanico designer svizzero Georges Roesch, da poco assunto, progettò una nuova vettura tenendo conto della praticità e dello spazio interno. La nuova vettura fu realizzata di lì a pochissimo e nel 1927 avvenne il lancio: era nata la 14/45HP, una vettura di fascia medio-alta, disponibile come torpedo ed equipaggiata da un motore a 6 cilindri da 1666 cm³ di cilindrata, in grado di erogare una potenza massima di 45 CV e di spingere la vettura a una velocità massima di circa 100 km/h.
Progettata per garantire il massimo in fatto di abitabilità e praticità, la 14/45HP riscosse un successo relativamente buono, quanto bastava per permettere alla Casa una buona dose di autonomia.
Ma nonostante ciò, ci pensò il periodo della Grande depressione a mettere in ginocchio l'azienda che, all'inizio degli anni trenta, fu acquistata dall'industriale italo-francese Anthony Lago.